# Cours, Lola, cours
Pour les articles homonymes, voir Lola.
Pour plus de détails, voir Fiche technique et Distribution.
Cours, Lola, cours (Lola rennt), ou Cours, Lola, cours ! au Québec et au Nouveau-Brunswick, est un film allemand réalisé par Tom Tykwer et sorti en 1998.

## Synopsis

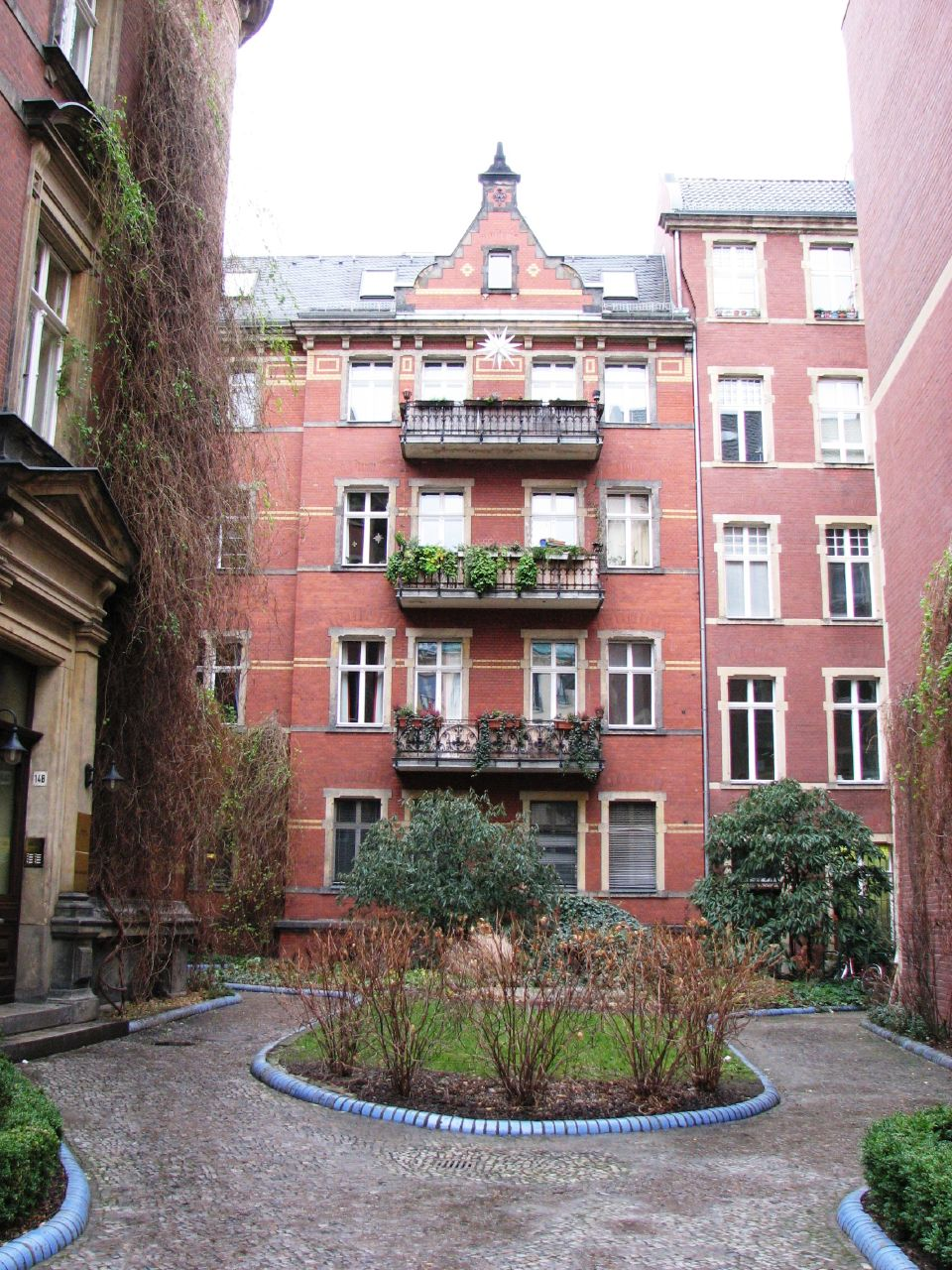
L'immeuble dans lequel se situe l'appartement de Lola (Albrechtstraße, Berlin-Mitte), qui sert de point de départ aux trois versions de l'histoire.

Manni, le copain de Lola, doit remettre une grosse somme d'argent à un trafiquant de voitures. Lola, qui devait aller le chercher, s'est fait voler son scooter et n'a pu arriver à l'heure. Manni décide alors de prendre le métro pour ne pas arriver en retard. Mais il oublie par mégarde le sac en plastique dans lequel se trouvent les 100 000 Deutsche Mark en liquide qui lui avaient été confiés. Il ne lui reste plus que vingt minutes avant qu'on vienne lui réclamer l'argent. Désespéré, il téléphone à Lola qui a exactement vingt minutes pour le tirer de ce mauvais pas. Elle sort de chez elle en courant, dans l'idée d'aller voir son père, banquier, qui pourrait peut-être l'aider.

## Fiche technique
Sauf indication contraire, les informations mentionnées dans cette section peuvent être confirmées par la base de données cinématographiques IMDb,  présente dans la section « Liens externes ».
- Titre original : Lola rennt
- Titre québécois : Cours, Lola, cours !
- Titre français : Cours, Lola, cours
- Réalisation : Tom Tykwer
- Scénario : Tom Tykwer
- Musique originale : Tom Tykwer, Reinhold Heil et Johnny Klimek
- Photographie : Frank Griebe
- Montage : Mathilde Bonnefoy
- Son : Frank Behnke
- Direction artistique : Attila Saygel
- Décors : Alexander Manasse
- Costumes : Monika Jacobs
- Production : Stefan Arndt, Gebhard Henke, Andreas Schreitmüller
- Sociétés de production : X-Filme Creative Pool, Arte, Westdeutscher Rundfunk (WDR)
- Sociétés de distribution : Prokino Filmverleih (Allemagne) ; ARP Sélection (France)
- Pays de production :  Allemagne
- Langue originale : allemand
- Durée : 81 minutes
- Genre : thriller, drame
- Format : couleur — 1,85:1 — 35 mm — Dolby Digital
- Dates de sortie :
  - Allemagne : 20 août 1998
  - Canada : 5 septembre 1998 (Festival de Montréal) ; 1er juin 1999 (sortie nationale)
  - Suisse romande : 31 mars 1999
  - France, Belgique : 7 avril 1999

## Distribution
Sauf indication contraire, les informations mentionnées dans cette section peuvent être confirmées par la base de données cinématographiques IMDb,  présente dans la section « Liens externes ».

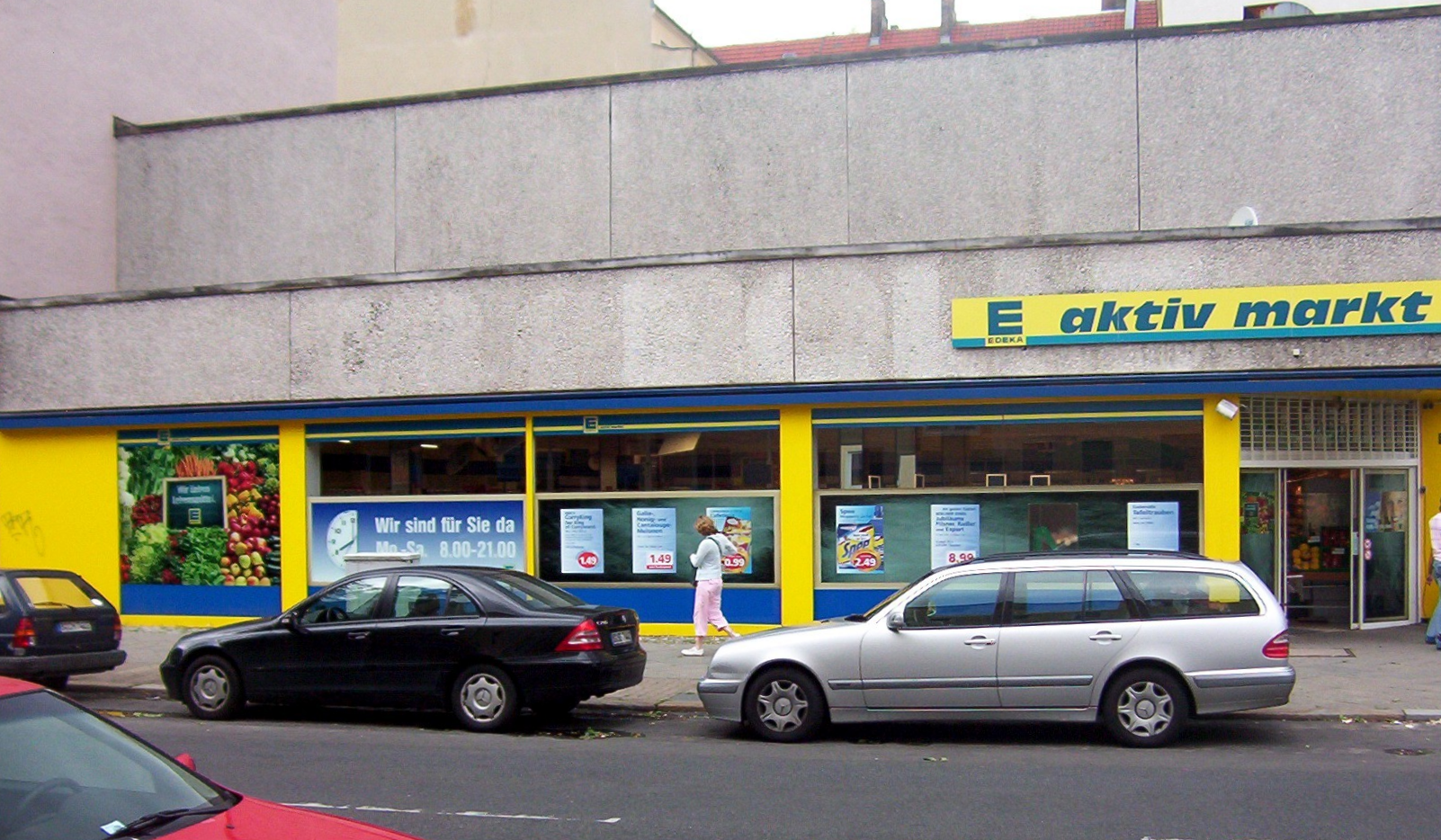
La supérette de Berlin-Charlottenburg, que Manni et Lola braquent dans la première version de l'histoire

- Franka Potente (VF : Barbara Delsol) : Lola
- Moritz Bleibtreu (VF : Damien Ferrette) : Manni
- Herbert Knaup (VF : Edgar Givry) : le père de Lola
- Nina Petri : Jutta Hansen, la maîtresse du père de Lola
- Armin Rohde : M. Schuster, l'agent de sécurité de la banque
- Joachim Król : Norbert von Au, le sans-abri
- Ludger Pistor : M. Meier
- Suzanne von Borsody : Mme Jäger, une employée de la banque
- Sebastian Schipper : Mike, l'homme à vélo
- Julia Lindig : Doris, la femme avec la poussette
- Lars Rudolph (en) : M. Kruse, un employé de la banque
- Beate Finckh : la caissière du casino
- Ute Lubosch (en) : la mère de Lola
- Heino Ferch : Ronnie
- Monica Bleibtreu : la femme aveugle
- Marc Bischoff (de) : le policier

## Commentaires
L'originalité de Cours, Lola, cours tient dans sa manière de traiter trois fois la même histoire. À deux reprises, le film recommence en effet au début de l'histoire. Chacune des deux nouvelles versions débute sur la mention « Et si... » à l'écran et propose alors une histoire alternative où les choses ne se déroulent pas de la même manière.
Lola, le personnage principal, passe presque tout le temps du film à courir, et quand elle ne court pas, la vitesse du film ne ralentit pas pour autant. Le film s'inspire de l'esthétique des clips vidéo, par son rythme et ses couleurs (Lola a les cheveux rouge vif et certains plans sont réalisés en style « dessin animé »). Les plans de caméra se succèdent les uns aux autres à une vitesse effrénée durant tout le film. La musique d'inspiration techno est omniprésente, notamment pendant que Lola court, alors qu'il n'y a pas de dialogues. L'action se passe d'ailleurs à Berlin, la ville de la Love Parade, réputée pour ce genre de musique.

## Accueil et influence
Cours, Lola, cours est l'un des films allemands les plus importants des années 1990. Il a fait 2,3 millions d'entrée en Allemagne en 1998 (mais a a été un échec en France avec seulement 75 000 entrées).
Il a influencé le cinéma allemand et au-delà puisque le premier épisode de la série Alias multipliait les références à Cours, Lola, Cours : musique, cheveux teints en rouge... Le 18e épisode de la saison 12 des Simpson (Triple Erreur) fait également référence à Cours, Lola, Cours, par son scénario et sa musique. Il est également présenté comme film préféré de Dawson dans la série du même nom.
Dans l'épisode 2 de la saison 7 de Buffy contre les vampires, figure une scène où une « potentielle » avec les cheveux rouges court sur un fond de musique techno.

## Distinctions
Sauf indication contraire, les informations mentionnées dans cette section peuvent être confirmées par la base de données cinématographiques IMDb,  présente dans la section « Liens externes ».

### Récompenses
- Prix Bambi 1998 : meilleure actrice nationale (allemande) pour Franka Potente
- Deutscher Filmpreis 1999 :
  - Meilleur film
  - Meilleur réalisateur pour Tom Tykwer
  - Meilleur second rôle féminin pour Nina Petri (également récompensée pour Suis-je belle ? (de))
  - Meilleur second rôle masculin pour Herbert Knaup
  - Meilleur montage pour Mathilde Bonnefoy
  - Meilleure photographie pour Frank Griebe
  - Prix du public du film allemand de l'année
  - Prix du public de la meilleure actrice pour Franka Potente[3]
- Festival du film de Sundance 1999 : prix du public de la section « World Cinema » (ex æquo avec Train de vie)
- Festival international du film de Seattle 1999 : Golden Space Needle (prix du public du meilleur film)
- Prix Ernst-Lubitsch (de) 1999 pour Tom Tykwer
- Film Independent's Spirit Awards 2000 : meilleur film étranger
- Online Film Critics Society Awards 2000 :
  - Meilleur film en langue étrangère
  - Meilleur montage pour Mathilde Bonnefoy

### Nominations et sélections
- Mostra de Venise 1998 : sélection officielle, en compétition pour le Lion d'or
- Camerimage 1998 : Grenouille d'or de la meilleure photographie pour Frank Griebe
- Prix du cinéma européen 1998 : meilleur film
- BAFA 2000 : meilleur film en langue étrangère
- Satellite Awards 2000 : meilleur film en langue étrangère
- Grand prix de l'Union de la critique de cinéma 2000
- Prix Edgar-Allan-Poe 2000 : meilleur film